# Thomaskirche (Dresden)

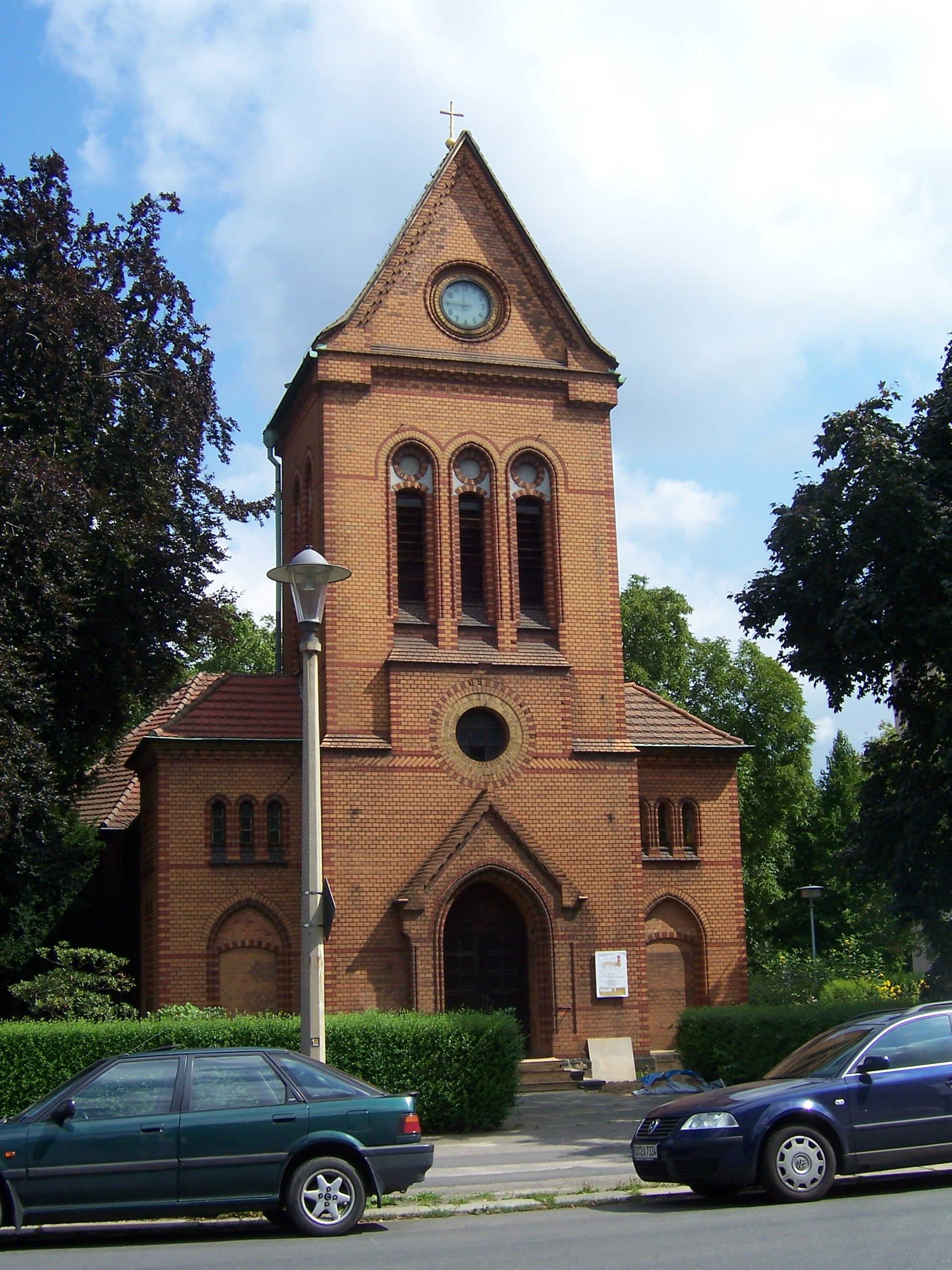
Thomaskirche Gruna

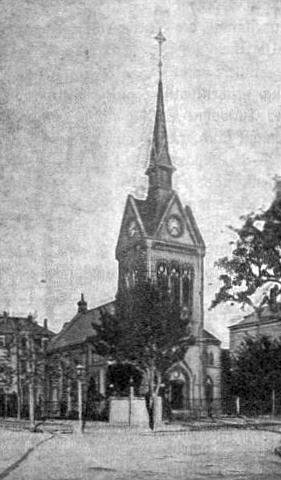
Ansicht der Kirche um 1900

Kircheninneres – Blick zum Altar

Die Thomaskirche an der Bodenbacher Straße im Dresdner Stadtteil Gruna ist ein denkmalgeschützter Sakralbau der evangelisch-lutherischen Kirchgemeinde Gruna-Seidnitz.

## Geschichte
Am 8. Oktober 1891 wurde im Ort Gruna auf der Bodenbacher Straße 24 der Grundstein für eine Kirche gelegt. Gruna gehörte zu der Zeit zur Dresdner Kreuzkirchgemeinde, der neue Sakralbau war eine Stiftung zweier Grunaer Bürger. Die Kirche entstand nach Entwürfen von Christian Gottfried Schramm als Verblendziegelbau mit Südturm im neoromanischen Stil. Die Einweihung  erfolgte am 31. August 1892. Der Bau kostete insgesamt rund 34.000 Mark. Im Jahr 1901 wurde Gruna nach Dresden eingemeindet.
Am 1. Januar 1908 wurde Gruna aus der Kreuzkirchgemeinde ausgepfarrt und, da der Sakralbau als Thomaskirche benannt wurde, als Thomaskirchgemeinde eigenständig. Die Kirche wurde bis 1932 erweitert, sodass sie nun 500 Gläubige fasste. Bei den Luftangriffen auf Dresden im Zweiten Weltkrieg brannte die Kirche bis auf die Umfassungsmauern aus. Nur der Glockenturm blieb erhalten. Am 29. Oktober 1950 wurde die Kirche als erste nach dem Krieg wiederhergestellte Kirche Dresdens wieder geweiht.

## Beschreibung
Helmar Helas (1914–1981) gestaltete die Altarfenster, im Jahr 1955 die Kanzel und das Lesepult. Taufschale, Taufbecken und Gestühl des heute bis zu 350 Gläubige fassenden Baus stammen aus der Kirche des Ehrlichschen Gestifts. Ein von 1932 bis 1934 von Edmund Moeller gestalteter Altar mit den beiden Reliefs „Die zu bekehrende Gemeinde“ und „Die bekehrte Gemeinde“ schmückt die Kirche. Sie wurden aus Untersberger Marmor hergestellt. Eine Darstellung des Satan wurde aus den Marmorreliefs entfernt. Diese hatte der Künstler nach einem langwierigen Rechtsstreit mit der Gemeinde, aus der er als Verlierer hervorging, in die Reliefs eingefügt.
Im Jahr 1952 erhielt die Thomaskirche eine Jehmlich-Orgel. Sie hat zwei Manuale, ein Pedal und 1016 klingende Pfeifen. Drei 1921 aus Stahl in Bochum gegossene Glocken befinden sich im Turm.